# Auburn (Illinois)
Auburn è un comune degli Stati Uniti d'America, situato in Illinois, nella contea di Sangamon.